# Skylab
Skylab was het eerste Amerikaanse ruimtestation in een baan om Aarde en bestond voornamelijk uit onderdelen die waren overgebleven uit het Apollo-programma. Het 75 ton wegende gevaarte werd op 14 mei 1973 gelanceerd met een Saturnus V-raket. Het was tevens de laatste lancering met dat type raket. Tijdens de lancering liep Skylab schade op waarbij één zonnepaneel volledig verloren ging, een ander vast bleef zitten en er een hitteschild ernstig beschadigde. Bij de tweede missie werden deze defecten provisorisch hersteld. Tijdens de latere missies kon Skylab worden gebruikt waarvoor het bedoeld was:
- onderzoeken of mensen gedurende langere tijd konden wonen en werken in de ruimte,
- uitbreiden van kennis over het zonnestelsel.

Er werden technische en medische experimenten uitgevoerd waarvoor gewichtsloosheid nodig was. De laatste missie vertrok op 16 november 1973 en kwam op 8 februari 1974 weer terug naar Aarde. Na een aantal jaar onbemand rondgecirkeld te hebben keerde Skylab in 1979 vervroegd terug naar de aarde en verbrandde hierbij grotendeels in de dampkring.

## Kritiek
In die tijd kampte NASA met groeiende kritiek op het geldverslindende karakter van ruimtevaart. Dit had twee oorzaken. Naast het winnen van de maanrace deed de Vietnamoorlog een stevig beroep op de financiële middelen en dat miste zijn uitwerking op de Amerikaanse economie niet. De heersende opinie was dat NASA haar feestje had gehad en onderhand wel wat zuiniger aan mocht doen. Het aantal maanvluchten werd daarom fors ingekrompen. Oorspronkelijk zou Apollo 20 de laatste maanvlucht zijn, maar om financiële redenen stopte NASA al na Apollo 17. 
De kritiek betrof overigens niet slechts de bemande ruimtevaart; ook een missie als Mariner 10 lag onder het vergrootglas van critici. De resterende onderdelen (capsules, rakettrappen) gebruikte NASA om de buitenwacht van repliek te dienen, dat ruimtevaart ook nuttig kon zijn. Zo zijn in gewichtloosheid regelmatigere kristallen voor halfgeleiders en zuiverdere vaccins mogelijk. Vele experimenten behelsden dan ook materiaalonderzoek en kristalgroei.

## Opbouw station
Om de kosten in de hand te houden bouwde NASA de derde trap van een Saturnus V om tot een Saturnus IV-B. De grote waterstoftank van deze trap werd zo een twee verdiepingen grote ruimte die geschikt was voor een driekoppige bemanning. Boven was de werkruimte voor wetenschappelijk onderzoek; onder bevond zich de slaapruimte, doucheruimte, toilet en afvalopslag. Gecombineerd met de aangekoppelde Apollo beschikte de bemanning over een ruimte van 331½ m³. Er waren drie Skylab-missies voorzien, dus negen astronauten. Al het voedsel, water en kleding voor hen bevond zich al tijdens lancering aan boord. Water en voedsel in tanks, kasten en vriesvakken. De bemanning ademde een zuurstof/stikstof-mengsel bij een druk van 0,35 kg/cm² en een binnentemperatuur van 21°C.

### Zonnepanelen
Skylab had de grootste zonnepanelen die ooit waren geconstrueerd voor een ruimtevaartuig. Met een oppervlakte van bijna 730 m² genereerden deze 10.500 W vermogen bij een temperatuur van 55°C. Deze werd deels via opladers opgeslagen in nikkel-cadmiumbatterijen, om ook aan de nachtzijde van de Aarde over elektriciteit te beschikken. Een regelsysteem reguleerde het vermogen tot 4000 W bij 28 V gelijkspanning.

### Voedsel
Tijdens voorgaande missies behielpen de astronauten zich met pasta, geconcentreerd voedsel en vloeistoffen die voor maaltijd door moesten gaan; in de praktijk kwam dit echter neer op een smakeloze "hap". Skylab beschikte over 900 kg voedsel verdeeld over elf voedselcontainers en vijf vriesvakken. Dit voedsel was hoofdzakelijk verpakt in blikken met afneembare deksels. Het was verdeeld in een mix van gedroogde en bevroren waar, daarnaast kon de bemanning in een keukentje de levensmiddelen naar believen eerst opwarmen of koelen voor consumptie. Dit betekende een aanzienlijke stap voorwaarts in het comfort tijdens lange missies; men kon nu eindelijk kiezen wat men die dag wenste te eten.

### Kleding
In Skylab werd niets gewassen. Een lege tank onder het bemanningsverblijf fungeerde als wasmand. Alle kleding zat in kledingpakketten voldoende voor 28 dagen. Ze bestonden uit 60 stel jasjes, shorts en lange broeken; 30 pakken die men voortdurend droeg, 15 paar laarzen en handschoenen en 210 stel onderbroeken. Indien noodzakelijk bevond zich extra kleding in hulpmodules.

### Sanitaire voorzieningen
De badkamer was uitgerust met douche en toilet (totale oppervlakte 2,8 m²) en beschikte over 55 stukken zeep, 95 kg aan handdoeken en 18.000 opvangzakken voor urine en ontlasting. In feite was het een laboratorium, waarmee de wetenschap de veranderde vloeistofbalans in het menselijk lichaam tijdens gewichtloosheid bestudeerde. Iedere astronaut mocht per week slechts eenmaal van de douche gebruikmaken. Het bestond uit een afsluitbare, verticale opvouwbare tunnel, waarvan het afvalwater door middel van een luchtstroom (slang met vacuümkop) werd opgevangen in een vergaarbak.
Alle uitwerpselen en urine werden bewaard voor studie op Aarde. Het toilet was een kast met een opening op heuphoogte, waarin een zak voor de ontlasting was bevestigd. Een ventilator zoog de ontlasting weg. De astronaut ging er achterstevoren tegenaan staan in een buikgordel met het gezicht naar de grond. De zak werd na ieder gebruik vervangen. De ontlasting werd gedroogd en gewogen en vervolgens opgeslagen. Onderaan het toestel had iedere astronaut zijn eigen urinebak, die na iedere 24 uur werd geleegd en ingevroren. Door middel van voetklemmen was het tevens mogelijk staand te urineren (in een slang met trechter).

### Slaapkamers
In tegenstelling tot andere capsules, waar meerdere personen in een enkele, beperkte ruimte moesten werken en slapen, had iedere astronaut zijn eigen slaapcompartiment voorzien van slaapzak, bergruimte en een afneembaar lichtpaneel en afgesloten van licht en geluid. Via een gat bij de nek gleed men in de zak, die tevens over uitsparingen voor de armen beschikte. Men sliep in een slaapzak die, om onprettige verrassingen (wegzweven tijdens de slaap en vervolgens met je hoofd tegen een stevig stuk metaal ontwaken) te voorkomen, aan de vloer en zoldering was vastgehaakt. Door het ontbreken van zwaartekracht sliep men verticaal (dit bespaarde oppervlakte). Om hygiënische redenen verving men om de twee weken de gehele slaapzak. Vervanging van lakens en hoofdsteun eventueel vaker; dit maakte de persoon in kwestie zelf uit.

## Missies

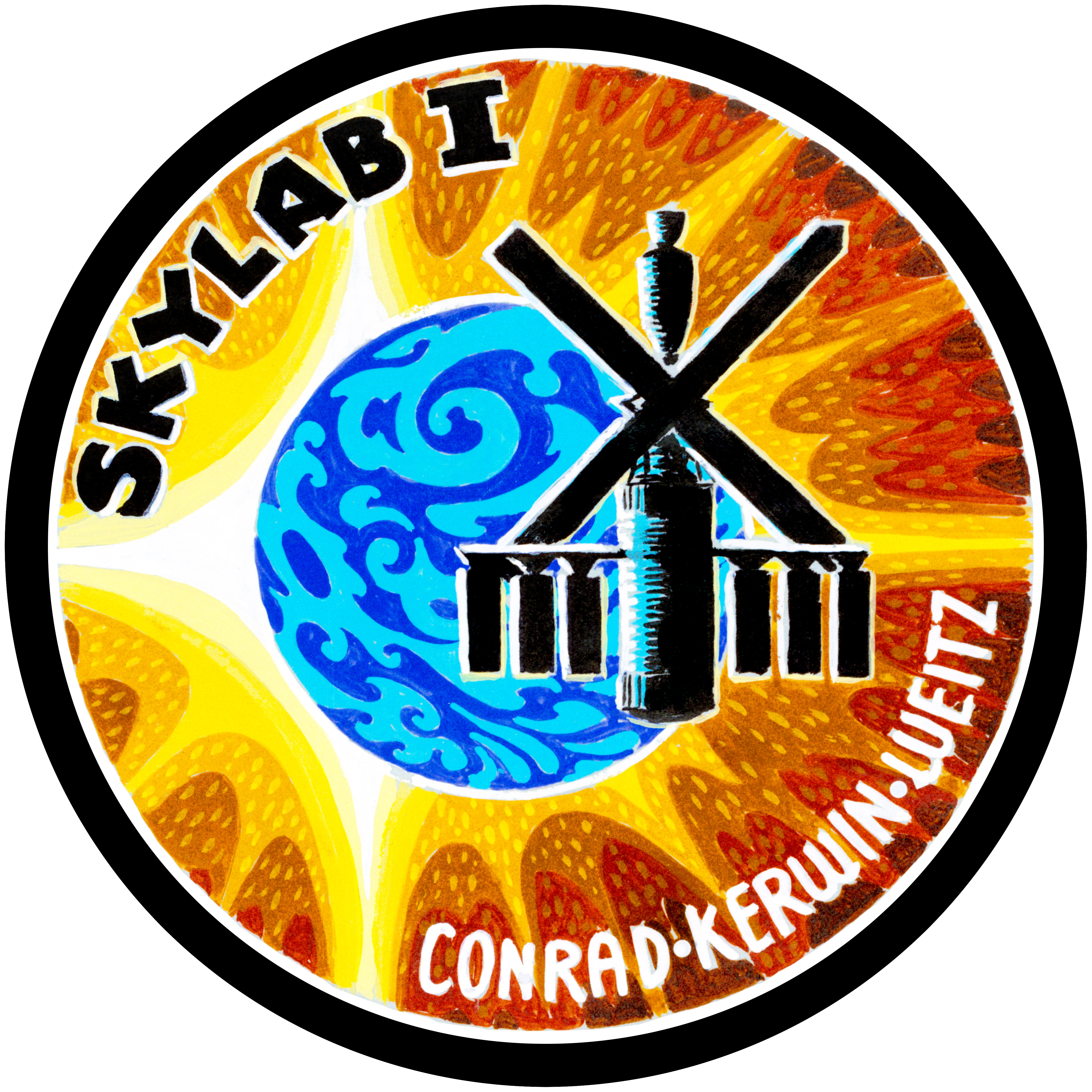
Insigne van de missie Skylab-1

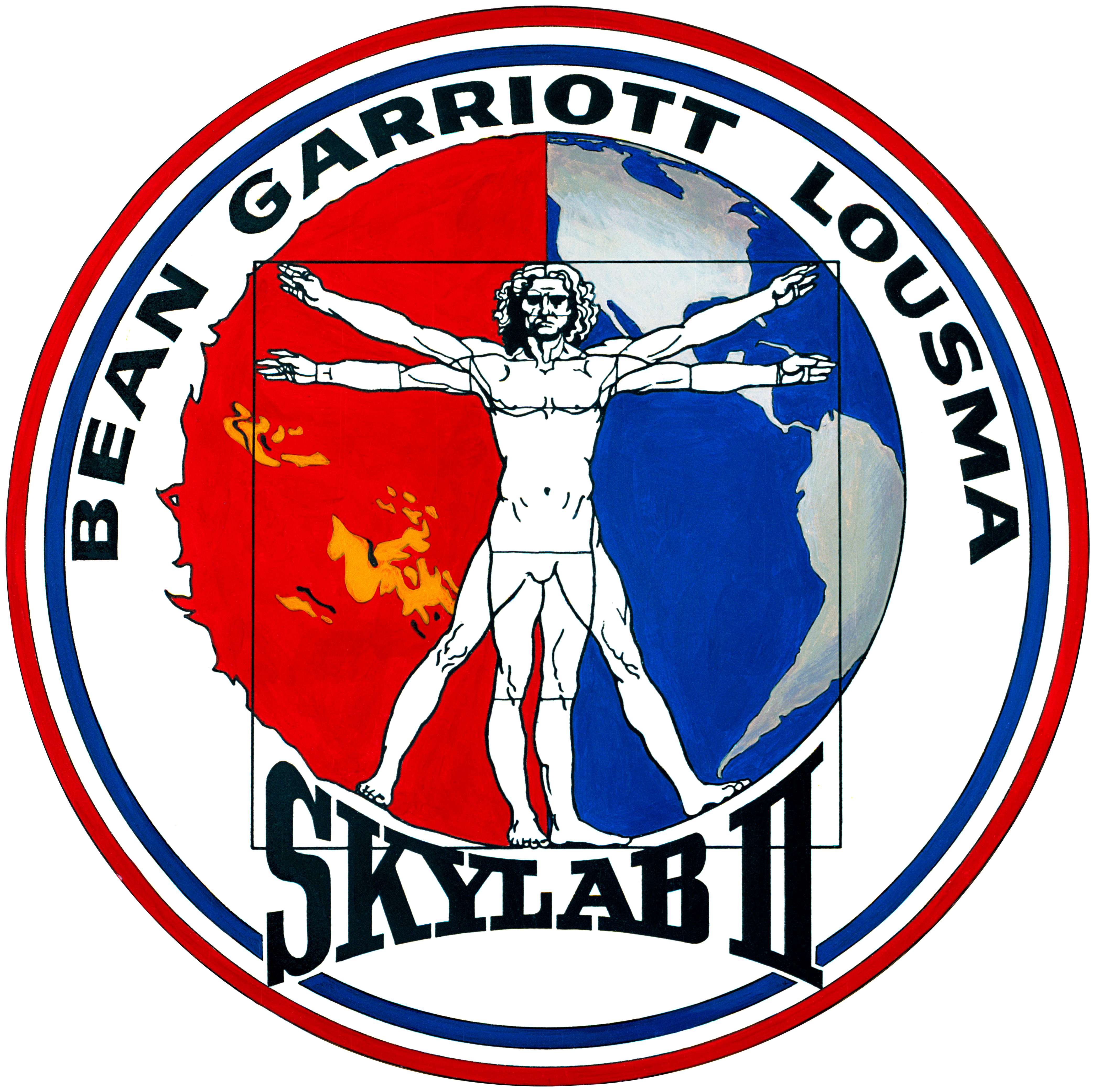
Insigne van de missie Skylab-2

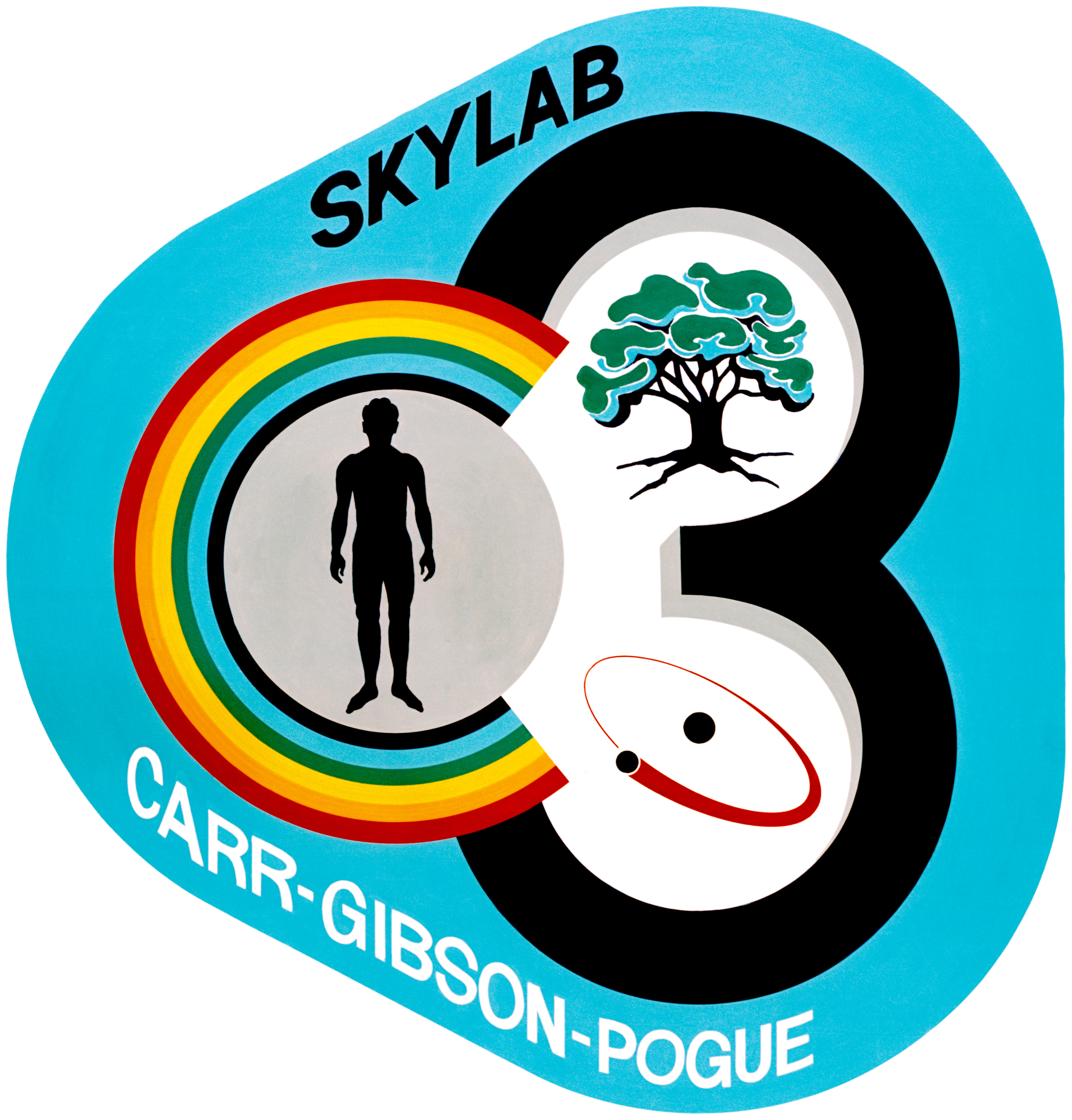
Insigne van de missie Skylab-3

In totaal zijn er drie missies naar Skylab geweest. Voor al deze missies werd gebruikgemaakt van Apollo-capsules die werden gelanceerd met de Saturnus IB-raket. Bij deze drie missies bestond de bemanning telkens uit drie leden. Over de naamgeving van de missies bestaat enige verwarring. Soms wordt de eerste onbemande missie aangeduid als Skylab-1 en soms wordt de eerste bemande missie Skylab 1 genoemd. In dit artikel wordt de eerste onbemande missie Skylab-1 genoemd en de laatste Skylab-4, in overeenstemming met het huidige gebruik door NASA.

### Skylab-1
Skylab werd op 14 mei 1973 gelanceerd. Bij het in werking stellen ervan werd het meteorietenscherm te vroeg uitgevouwen, waarbij zonnepanelen en zonne-isolatieschermen schade opliepen. Het ruimtestation werd met behulp van stuurraketjes geroteerd om de zonnestraling niet direct op het beschadigde deel te laten vallen. De lancering van de volgende missie werd met tien dagen uitgesteld en er werd een uitvouwbaar "zonnescherm" geconstrueerd om de gevolgen van de beschadiging van het hitteschild te beperken.

### Skylab-2
Op 25 mei 1973 vertrok de eerste driekoppige bemande missie. De bemanning bestond uit gezagvoerder Charles Conrad, en de piloten Joseph Kerwin en Paul Weitz. De tijdens de lancering van de Skylab-1-missie opgelopen schade werd grotendeels hersteld en er werd een zonnescherm uitgeklapt waardoor de temperatuur in de woon- en werkruimtes niet te hoog kon oplopen. Op 22 juni keerde de bemanning weer terug naar de Aarde.

### Skylab-3
De tweede bemande missie vertrok op 28 juli 1973. De bemanning bestond uit gezagvoerder Alan Bean, en de piloten Owen Garriott en Jack Lousma. Gedurende deze 59 dagen durende missie werden er veel wetenschappelijke experimenten uitgevoerd. Ook werd er een tweede zonnepaneel gemonteerd. Behalve de menselijke bemanning waren er op deze vlucht ook een tweetal spinnen mee, Arabella en Anita. Deze twee "astronauten" bewezen dat ze ook bij het volledig ontbreken van zwaartekracht een web konden spinnen. Verder maakten zes muizen, 720 fruitvliegjes en twee vissen deel uit van de bemanning.

### Skylab-4
Op 16 november 1973 vertrok de derde en laatste bemande missie. De bemanning bestond uit gezagvoerder Gerald Carr, en de piloten Edward Gibson en William Pogue. Net als bij de voorgaande missie werden veel experimenten uitgevoerd. Daarnaast werd ook de komeet Kohoutek uitgebreid geobserveerd. Op 28 december 1973 zette de bemanning naar eigen zeggen de communicatie met Houston uit wegens onvrede over het extreem vol geplande werkschema waarbij de hele dag van minuut tot minuut was vastgelegd. Overigens, enkele ruimtevaarthistorici betwijfelen hun lezing van een "wilde staking"; er zou vrijaf zijn gegeven. Dit wordt ondersteund door het ontbreken van geluidopnames waarin ze de staking zouden hebben aangekondigd. Na een verblijf van 84 dagen keerde de bemanning op 8 februari 1974 terug naar de aarde.
|  |  |
|  |  |

## Vervroegd einde
Het was de bedoeling Skylab na het laatste bezoek in een stabiele baan om de aarde te brengen waar het vervolgens minimaal acht jaar zou moeten blijven. In 1977 bleek daar weinig van terecht te zijn gekomen. Skylab was een onbestuurbaar projectiel geworden dat langzaam naar een steeds lagere baan zakte. 
Op 11 juli 1979 rond 16:37 UTC verbrandde het station grotendeels in de atmosfeer, maar desondanks kwamen er grote brokstukken in de Indische Oceaan en op West-Australië terecht. De kans dat niet alles zou verbranden was door NASA tevoren ingeschat en bekendgemaakt; evenwel kon slechts bij benadering worden aangegeven welk gebied mogelijk een - klein - risico liep. Dat zorgde in de nog vrij brede gevarenzone voor nogal wat paniek. In India gingen sommigen over tot bidstonden of groeven zich letterlijk in, in Libanon werd volop gehamsterd, vanuit de Verenigde Staten en Canada werden daarop speciale Skylab-verzekeringen aangeboden en ook afgesloten. 
Een Amerikaanse krant, de San Francisco Examiner, loofde 10.000 dollar uit voor de eerste vinder van Skylabrestanten; op 13 juli vond de Australiër Stan Thornton een paar kleine stukjes in Esperance. Het neerstorten leverde NASA een boete op van 400 Australische dollar, wegens het illegaal storten van afval. De ruimtevaartorganisatie heeft deze nimmer voldaan.

## Skylabin National Geographic

### Oktober 1974
- Photos by the nine mission astronauts (blz 441-503)
- I. Outpost in Space (Thomas Y. Canby)
- II. Its View of Earth
- III. The Sun Unveiled (Edwin G. Gibson)

### Oktober 1979
- Skylab’s Fiery Finish (Tom Riggert)

## Varia
- Een bewoonde S-IVB-trap zoals de Orbital Workshop (OWS) van Skylab is ook te zien in de film Marooned uit 1969.
- Beelden van de ruimtewandelingen, uitgevoerd tijdens het Skylab-programma, werden in 1977 gebruikt in de Duitse sciencefiction film Operation Ganymed (ook bekend als Helden - Verloren im Staub der Sterne) omtrent een groots opgezette doch verkeerd aflopende expeditie naar de planeet Jupiter.
- Skylab is ook de titel van een psychedelisch nummer van Electronic System uit 1974.